# La Vie parisienne

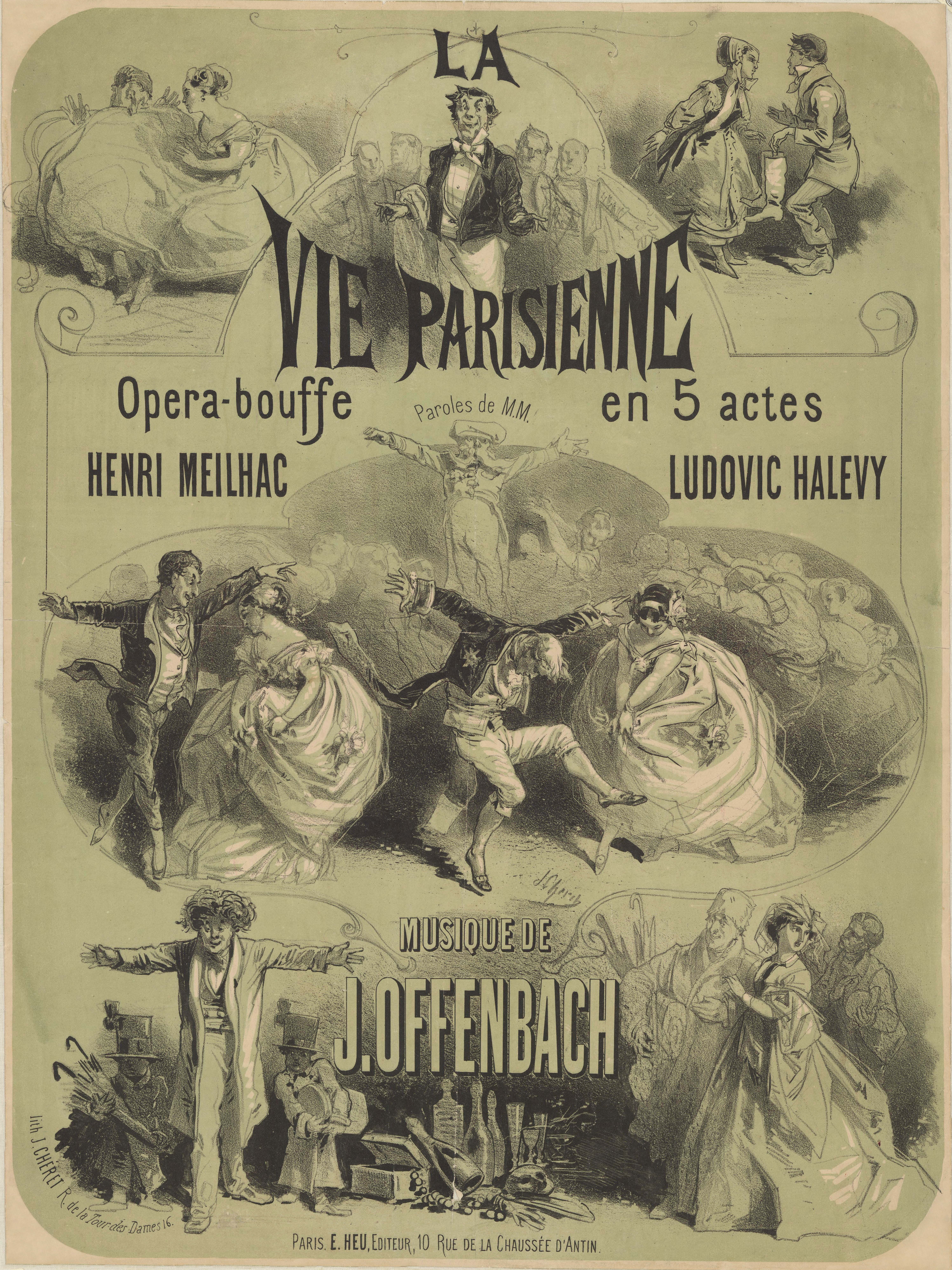
Affiche door by Jules Chéret voor de eerste opvoering

La Vie parisienne in 1905

La vie Parisienne (Het Parijse leven) is een Franse operette in vijf bedrijven van Jacques Offenbach op een libretto van Henri Meilhac en Ludovic Halévy. De eerste uitvoering was op 31 oktober 1866 in het Theâtre du Palais Royal in Parijs. Op 31 januari 1871 werd in het Wiener Carltheater voor het eerst de Duitstalige versie opgevoerd onder de titel Pariser Leben.
Met Orphée aux enfers, (Orpheus in de onderwereld) en La belle Hélène (De mooie Helena) behoort La vie Parisienne tot Offenbachs populairste operettes.
De operette speelt zich af in Parijs in het jaar 1867 tijdens de Wereldtentoonstelling.

## Synopsis

### Eerste bedrijf: Gare de l'Ouest in Parijs
De levensgenieters Gardefeu en Bobinet waren ooit boezemvrienden, maar omdat ze allebei verliefd werden op dezelfde vrouw zijn ze met ruzie uit elkaar gegaan. Op dit moment zijn ze echter - zonder het van elkaar te weten - wederom verliefd op dezelfde vrouw, de demi-mondaine Métella. Afzonderlijk van elkaar staan ze op het station op haar aankomst te wachten. Nauwelijks is de trein binnengereden of daar duikt hun aanbedene al op. Maar Métella, die door een andere heer wordt begeleid, doet alsof ze de beide kemphanen niet kent. Ontzet en beledigd door haar frivole gedrag begraven de gewezen vrienden hun strijdbijl. Ze constateren dat ze zijn uitgekeken op vrouwen van laag allooi (zoals Metella) en besluiten voortaan hun liefdespijlen te richten op dames van adel.
Gardefeu raakt op het station in gesprek met de gids van het Parijse Grand Hôtel, in wie hij zijn vroegere bediende Joseph herkent. Gardefeu komt erachter dat Joseph op een Zweedse baron en zijn echtgenote staat te wachten: een Zweedse barones dus, een vrouw van adel! Voor een vette fooi is Joseph best bereid aan Gardefeu tijdelijk zijn pet en functie uit te lenen; de laatste doet zich voor als gids en ontvangt in die hoedanigheid het Zweedse echtpaar.
Baron Van Gondremarck blijkt van plan in Parijs allerlei pikants te beleven; zijn vrouw mag daarvan natuurlijk niets weten. Zij daarentegen hoopt zonder haar man de opera te kunnen bezoeken, waar af en toe beroemde zangeressen optreden. Bovendien ziet ze ernaar uit bekenden te bezoeken. Gardefeu is op slag verliefd op de bevallige Zweedse barones.
Nog andere bezoekers uit alle windstreken arriveren op het Parijse station; onder hen een steenrijke Braziliaanse miljardair die fors met geld strooit. Iedereen lijkt zin te hebben in nieuwe avonturen. Gardefeu neemt het Zweedse echtpaar mee.

### Tweede bedrijf: De salon in het huis van Gardefeu
De schoenmaker Frick en de handschoenennaaister Gabrielle, beiden van Duitse komaf, treffen elkaar in Gardefeus huis bij het afleveren van door hem bestelde artikelen. Kort daarop arriveert Gardefeu zelf met het Zweedse echtpaar. Hij heeft ze wijsgemaakt dat hij ze in een kleine dependance van het Grand Hôtel zal onderbrengen maar heeft ze dus meegenomen naar zijn eigen huis. Ze hebben niets in de gaten. Gardefeu hoopt dat er zich snel een gelegenheid zal voordoen om met de barones te gaan flirten.
Als Van Gondremarck Gardefeu meedeelt dat hij graag met de andere gasten aan één tafel wil zitten, omdat hij niet de hele avond alleen tegenover zijn vrouw wil zitten, klinkt hem dat als muziek in de oren. Alleen - waar haalt hij andere gasten vandaan? Te elfder ure komt hij op de gedachte zijn schoenmaker en handschoenennaaister uit te nodigen; hij haalt hen over verkleed als deftige mensen bij hem te komen dineren en verzoekt ze ook wat vrienden en vriendinnen mee te brengen.
Frick verschijnt even later, vermomd als tafelmajoor, en Gabrielle doet zich voor als de weduwe van een onlangs overleden kolonel. Ze brengen een hele stoet kennissen mee die toevallig ook allemaal uit Duitsland komen.
Tot verbazing van het Zweedse echtpaar, dat niet wist dat 'hooggeplaatste mensen' zich zo gedroegen, heerst er al snel een uitgelaten stemming. De treurende weduwe klimt op de tafel en zet een vrolijk jodelliedje in, dat de verblufte Zweed zo zeer in zijn ban houdt dat hij denkt dat het om een typisch Frans chanson gaat.

### Derde bedrijf: De salon in het huis van Mevrouw Quimper-Karadec
De volgende avond organiseert Bobinet in de woning van zijn tante, Mevrouw Quimper-Karadec (die tijdelijk de stad uit is), een feest waarbij de Zweedse baron - zónder zijn echtgenote! - wordt uitgenodigd. De voorbereidingen voor de ontvangst van de Zweedse baron draaien op volle toeren. Bobinet heeft een admiraalsuniform opgescharreld dat hij ooit op een bal masqué heeft gedragen en het kamermeisje Pauline speelt zijn vrouw, de vrouw van de admiraal dus. Het overige personeel (knechten, kamermeisjes en dienstboden) heeft zich, net als gisteren bij Gardefeu, als voorname mensen verkleed. Als Van Gondremarck binnentreedt, heeft hij opnieuw niets in de gaten en voelt zich zeer in zijn nopjes te midden van al die 'hooggeplaatste persoonlijkheden'. Het duurt niet lang of de drank vloeit rijkelijk en het feest spat uit uiteen tot een ware orgie. De Zweed zwelgt van geluk.

### Vierde bedrijf: Wederom in de salon bij Gardefeu
Dezelfde avond, in het huis van Gardefeu. Nu de baron zo lang mogelijk wordt vastgehouden op het feest dat door Bobinet is georganiseerd, heeft Gardefeu zijn handen vrij om aan te pappen met de barones, althans dat hoopt hij. Als Kirsten van Gondremarck terugkomt van haar operabezoek zit Gardefeu reeds smachtend op haar te wachten.
Het loopt die avond echter allemaal anders dan gepland. Métella blijkt toch nog een oogje te hebben op Gardefeu en heeft, om hem dwars te zitten, de barones ingelicht over zijn snode plannen. Ook heeft ze mevrouw Quimper-Karadec op de hoogte gebracht van het liederlijk drankfestijn in haar woning. Daardoor komt het dat Gardefeu er uiteindelijk helemaal niet toe komt de barones het hof te maken. Integendeel: hij krijgt een koekje van eigen deeg...

### Vijfde bedrijf: Feestzaal in een etablissement in Parijs
De reeds uit de eerste akte bekende Braziliaanse miljardair organiseert een groot gemaskerd feest waarbij alle ons tot zover bekende personen zijn uitgenodigd. Baron Van Gondremarck weet intussen alles van de streken en plannen van Gardefeu en hij is in zijn woede niet te remmen. Bijna komt het tot een duel tussen de baron en Gardefeu, en de Braziliaan ziet dat wel zitten. Plotseling vindt de baron drie gemaskerde dames tegenover zich, die de spot met hem drijven. Een van de drie neemt haar masker af en het blijkt zijn echtgenote, Kirsten, die op haar beurt - figuurlijk - de baron ontmaskert: zij is op de hoogte van zijn liederlijk gedrag en de wellustige plannen die hij had.
Uiteindelijk wordt alles met de mantel der liefde bedekt en knallen de champagnekurken, pang, pang, pang! Want: waar kan men zich zo goed vermaken als in Parijs?

## Muzikale hoogtepunten
in de Nederlandse versie (vertaling Joop C.G. Fransen):
- Openingskoor: Wij zijn op het station van de spoorlijn naar West
- Triolet door Gardefeu: Een dolle kermis is het leven
- Coupletten Bobinet: Ja, voortaan pap ik alleen met adellijke dames aan
- Koor: In Parijs, daar willen wij logeren!
- Aria van de Braziliaan: Brazilië kom ik vandaan
- Duet Frick & Gabrielle: Mein liebes Mädchen, komm bitte herein
- Lied van de baron: In deze stad van losse zeden.
- Coupletten van de Tafelmajoor (Frick): Wie snijdt de rosbief kundig voor?
- Lied van de weduwe van een kolonel (Gabrielle): Hoor je dat even, kolonel?!
- Ensemble: Admiraal, u heeft een grote scheur in uw jas
- Duet baron & Pauline: De liefde is...
- De dolkomische finale van het derde bedrijf: Laten wij niet te hard van stapel lopen
- Aria van de barones: Ik was nog nimmer zo verrast en enthousiast
- Oberkoor: Allen poesmooi, broek in de plooi
- Slotfinale: Waar op aard kan een mens zich zo vermaken?

Ba-ta-clan (1855) · 
Les deux aveugles (1855) ·
La bonne d'enfant (1856) ·
Le mariage aux lanternes (1857) ·
Orphée aux Enfers (1858) · 
Geneviève de Brabant (1859) ·
Daphnis et Chloé (1860) ·
M. Choufleuri restera chez lui le ... (1861) · 
Le pont des soupirs (1861) · 
La belle Hélène (1864) · 
Barbe-bleue (1866) · 
La vie parisienne (1866) ·
La Grande-Duchesse de Gérolstein (1867) · 
Robinson Crusoé (1867) · 
L'île de Tulipatan (1868) · 
La Périchole (1868) ·
Les brigands (1869) ·
Pomme d'Api (1873) ·
Bagatelle (1874) ·
Le voyage dans la lune (1875) ·
Madame Favart (1878) · 
La fille du tambour-major (1879) ·
Les contes d'Hoffmann (1880—onvoltooid)